# Crack Your Heels
Crack Your Heels è un cortometraggio muto del 1919 diretto da Alfred J. Goulding. Il film, di genere comico, fu interpretato da Harold Lloyd, Snub Pollard, Bebe Daniels, Sammy Brooks.